# Andrew Clarke (Kolonialgouverneur, 1793)

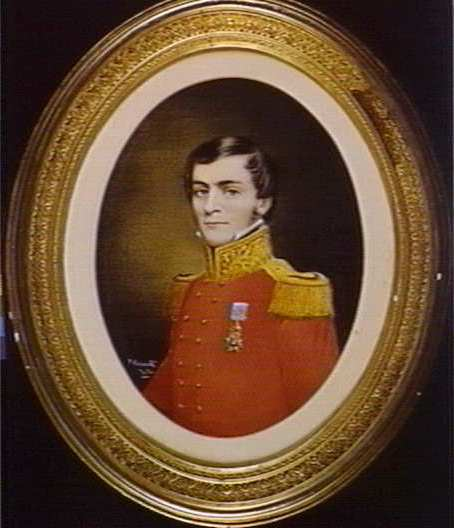
Andrew Clarke

Andrew Clarke (* 1793; † 11. Februar 1847 in Western Australia) war der dritte Gouverneur des australischen Bundesstaats Western Australia.

## Leben
Clarkes Vater stammte aus dem kleinen Dorf Belmont im County Donegal, Nordirland. 1790 heirateten seine Eltern auf der Karibikinsel St. Kitts, drei Jahre später kam ihr erster Sohn Andrew zur Welt. 1806 trat Andrew Clarke im Alter von dreizehn Jahren als Offizier in die britische Armee ein und diente ab 1808 im 46. Infanterieregiment (South Devonshire) in Europa, Australien und Indien. 1823 heiratete er in England die Witwe Frances Jackson. 1824 wurde sein Sohn Andrew geboren, der Gouverneur der Straits Settlements wurde. 1842 wurde er mit seinem Regiment auf die Westindischen Inseln versetzt und zum Vizegouverneur von St. Lucia ernannt. Drei Jahre später erhielt Clarke das Kommando über das 41. Infanterieregiment in Western Australia und wurde dort auch als Gouverneur eingesetzt. Clark war schon 1838 in der engeren Auswahl für diesen Posten, damals wurde jedoch John Hutt den Vorzug gegeben.
Am 26. Januar 1846 kam Clarke zusammen mit seiner Frau und einer Stieftochter in Australien an. Im Juli desselben Jahres erkrankte er jedoch schwer und konnte seinen Amtspflichten nicht mehr nachkommen. Schließlich erlag er am 11. Februar 1847 seiner Krankheit.